# مملكة فازوغلي
كانت مملكة فازوغلي دولة ما قبل الاستعمار في جنوب شرق السودان وغرب إثيوبيا. تؤكد التقاليد الشفوية على إنشائها للاجئين من مملكة علوة النوبية، بعد أن سقطت عاصمتها سوبا على يد العرب أو الفونج في ق. 1500 . تتركز المملكة حول منطقة فازوغلي الجبلية على النيل الأزرق وتعمل كحاجز بين سلطنة الفونج والإمبراطورية الإثيوبية، واستمرت المملكة حتى دمجها في سلطنة الفونج في عام 1685.

## التاريخ

### انعقاد
في العصور الوسطى، أجزاء واسعة من وسط وجنوب السودان، بما في ذلك منطقة فازوغلي على الحدود مع إثيوبيا، والتي تسيطر عليها المسيحية النوبية مملكة علوة.  منذ القرن الثاني عشر، كانت مملكة علوة في حالة انهيار،  انهيار كان من المتوقع أن يتقدم بشكل جيد بحلول عام ق. 1300.  في القرن الرابع عشر والخامس عشر، اجتاحت قبائل البدو العربية معظم أنحاء السودان،  توغلت جنوبًا حتى جزيرة أبا.  وبحلول النصف الثاني من القرن ال15 تقريبا سيطر العرب على منطقة علوة ما عدا المنطقة المحيطة بالعاصمة سوبا في التقاء الأزرق والنيل الأبيض.  تم غزو سوبا في نهاية المطاف من قبل العرب أو الفونج الأفريقي، مع مصادر سودانية يرجع تاريخها إلى القرن التاسع بعد الهجرة (ق. 1396-1494)،  أواخر القرن الخامس عشر،  1504  و 1509.  ثم أسس الفونج سلطنة وعاصمتها سنار، والتي تمتد إلى أقصى الشمال حتى إعتام عدسة النيل الثالث. 
المؤرخ جاي سبولدينج يوحي بأن ألوديا عاشت بعد سقوط سوبا. وهو يعتقد أن «مملكة سوبا» التي ذكرها المسافر اليهودي ديفيد روبيني في عام 1523 هي إشارة إلى ألوديا ويعتقد أنها تقع في مكان ما على الضفة الشرقية للنيل الأزرق. كان لهذه «مملكة سوبا» أرض على مسافة عشرة أيام وشمل «مملكة الجال»، التي وصفت بأنها تابعة لأمارة دنقاس، سلطان سنار.  ربما تكون كلمة «الجال» إشارة إلى قبيلة الجعلين العربية.  باستخدام التقاليد الشفهية، لا يزال سبولدينج يجادل بأن الألوديين قد هجروا في نهاية المطاف الأرض التي ما زالوا يسيطرون عليها في وادي النيل الأزرق الأدنى وتراجعوا إلى منطقة فزوغلي الجبلية في الجنوب، حيث أعادوا إنشاء مملكتهم.  يشير أحد التقاليد التي تم جمعها في القرن التاسع عشر، على سبيل المثال، إلى ما يلي:

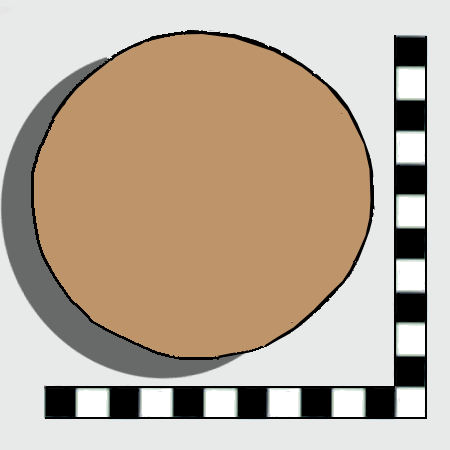
نسخة من حجر كروي اكتشف في Mahadid، تشبه الحجارة سوبا شكلية من غولي و الناس بيرثا. نظرًا لأنها تحمل اسم سوبا ، عاصمة ألوديا ، فمن الممكن أن تكون بمثابة "ذكريات مادية لوطن أجداد في أعلى النهر الأزرق".

تتذكر التقاليد المحلية أيضًا هجرات الوديان نحو فزوغلي.  فزوغلي كمكان للنفي النوبي مذكورة أيضًا في مجلة فونج كرونيكل، التي تم تجميعها في حوالي عام 1870.  ثقافة أثرية تحمل اسم «تقليد جبل المحيد»،  تتمحور حول مهيد في قوارة، غرب إثيوبيا، مع آثار ضخمة. العمارة والفخار مماثلة لتلك الموجودة في سوبا، وقد نسبت مؤخرا جدا إلى هؤلاء اللاجئين Alodian. بالنظر إلى الأدلة الأثرية، فقد قيل إنهم قد بدأوا بالفعل في الوصول إلى الحدود الإثيوبية السودانية بحلول القرن الرابع عشر. وهكذا كانوا سيصلون عندما لا يزال ألوديا موجودًا، ولكنه كان بالفعل في انخفاض حاد. 

### بين سنار وإثيوبيا
كان من الممكن أن تسكن أراضيها في الغالب من قبل الناطقين بلغات شرق السودان.  حسب سبولدينج، حافظت على الإيمان المسيحي، على الأقل بين النخبة العلوية الحاكمة.  ووفقًا له، ستُعرف هذه النخبة ألوديان باسم الحماج،  ولكن قد يكون من الممكن أيضًا أن يكون الجزء الأكبر من سكان فازوغليان هم الذين شكلوا حماة. 

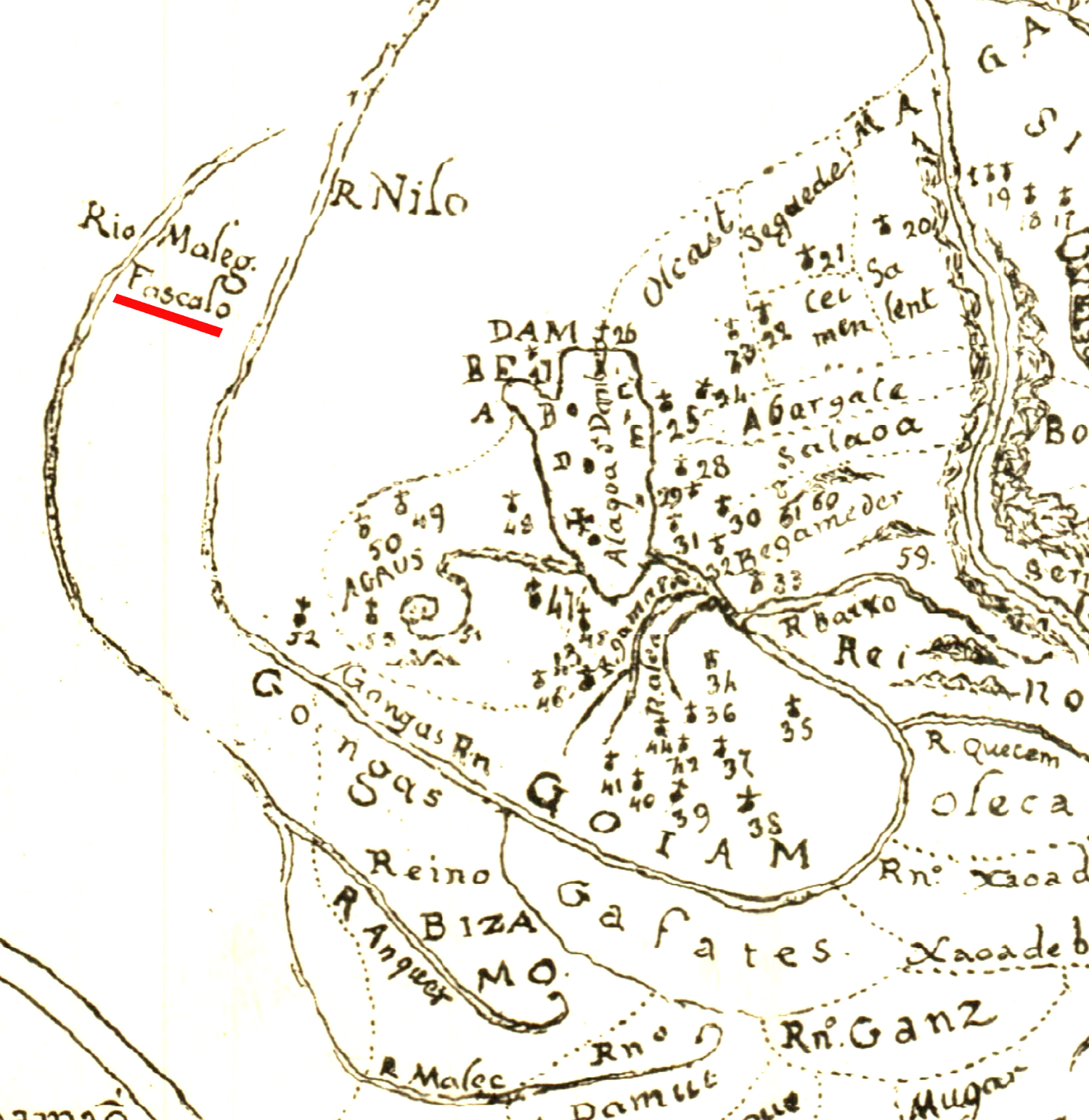
Fazughli (" Fascalo " ، تحته خط باللون الأحمر) على خريطة برتغالية من 1640.

اشتهر فزوغلي بذهبه.  مصدر برتغالي من عام 1607 بأنه «كان لديه الكثير من الذهب والخيول الجيدة التي تتبادل التجارة مع الإمبراطورية (الإثيوبية)»  آخر نُشر عام 1622 سجلات «(...) إنها حقيقة معينة، كما يقول الجميع، وقد أخبرني الإمبراطور سيلتان كاجويد (Susenyos)، أن أفضل الذهب في جميع أراضيه هو من مملكة فزكولو».  كان من المفترض أن يكون ذهبها هو ما لفت انتباه جيرانها،  وسيقوم كل من إثيوبيا وسنار بتقديم مطالبات دورية، ولكن معظمها لا أساس لها من الصحة بأن حقول فزوغلي الذهبية كانت في نطاقات كل منهما.  ومع ذلك، فإن الفترة الممتدة من أواخر القرن الخامس عشر إلى أوائل القرن السابع عشر كانت فترة مضطربة بالنسبة للمناطق الحدودية الإثيوبية السودانية، كما يتضح من مستوطنات «جبل مهديد التقليدية»، والتي لم تكن موجودة فقط في مواقع يتم الدفاع عنها بشكل طبيعي، ولكن كانت محمية أيضا من قبل أنظمة دفاعية إضافية.  تم تسجيل الحمّاج لمشاركته في حرب الحبشي-العدل،  متحالفين مع شعب شيري في شمال إثيوبيا، بالقرب من كسلا.  في عهد السلطان داكين (1568-1585) قيل إن هناك رحلة استكشافية إلى أبو رملة، إلى الجنوب مباشرة من المهيد.  هزم داكين وعندما عاد إلى سنار، واجه أجيب، وهو أمير قاصر طموح في شمال النوبة. أولاً، حصل أجيب على قدر أكبر من الحكم الذاتي، ثم قام في النهاية بتسلخ سلاطين الفونج وأخيراً، في عام 1606، قام بغزو الجزيرة ودفع السلطان الحالي، عبد القادر الثاني، إلى إثيوبيا.  يشير تقليد شفهي إلى أن عجيب أسس العديد من المساجد في ما كان يمكن أن يكون إقليم فازوغليان، والذي إذا كان التقليد دقيقًا، فقد يشير إلى تورط فزغلياني في صراع القوة بين عجيب وسنار، ربما عن طريق الانحياز إلى جانب عجيب. إذا حدث اقتحام قوات عجيب داخل إقليم فازوغليان، فستكون فترة قصيرة، دون عواقب دائمة.  في النهاية قتل عجيب في المعركة في 1611-1612. 
في عام 1615، قيل إن فازولي قد غزاها الإمبراطور الإثيوبي سوسنيوس،  والذي أدى، وفقًا لسولدينج، إلى فقدان استقلاله.  يُشار إلى أنه قد تم تدميره في القرن السادس عشر أو أوائل القرن السابع عشر، والذي يمكن أن يُنسب إلى الإثيوبيين أو الفونج.  حاول الأباطرة الإثيوبيون دمج فزوغلي في المجال، ولكن خلال سبعين عامًا، بوفاة الإمبراطور يوهانس الأول، فقدت إثيوبيا سيطرتها على فازولي. مع تراجع التأثير الإثيوبي حاول سنار ملء الفراغ.  في 1685 «أمراء هاميج لفزوغلي» كانت مهزومة من قبل سنار. 

### فازوغلي تحت الفونج

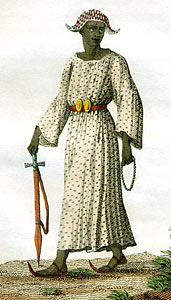
حاكم الفونج (منجل) من فزوغلي ، 1820

تم تسجيل أن الفونج احتفظ بالحاكم الحالي لفزوغلي بدلاً من استبداله بحاكم مقاطعة جديد.  كحاصلين على سنار، حصل حكام فازولي على لقب المنجل .  حسب سبولدينج، بقي الحمّاج مسيحيين لمدة جيل على الأقل بعد الفتح، لكن بحلول منتصف القرن الثامن عشر تحولوا إلى الإسلام. قيل أن الشريعة المسيحية كانت موجودة في منطقة الحدود الإثيوبية السودانية حتى أواخر سبعينيات القرن التاسع عشر.  اندمجت في سلطنة سنار، وأصبحت حماج واحدة من أكثر المجموعات العرقية المهيمنة  وفازوغلي، جنبا إلى جنب مع المحافظتين الجنوبيتين الأخريين من كردفان وعليس، أصبحت أهم مقاطعاتها،  معظمها بسبب أهمية الذهب بالنسبة لاقتصاد سنار.  في 1761-1762  جمع محمد أبو ليكايلك، وهو قائد عسكري من فزوقلي، «مجموعة غير متجانسة من النبلاء الجدد من آلوديان وأمراء الحرب وجنود العبيد والتجار وفوقرة (المعلمين الدينيين)»  سيطرت على السلطنة، وشرعت في Hamaj ريجنسي، والتي استمرت حتى الغزو التركي المصري في عام 1821 . 